# Kuki Moritaka
Kuki Moritaka est un nom japonais traditionnel ; le nom de famille (ou le nom d'école), Kuki, précède donc le prénom (ou le nom d'artiste).
Kuki Moritaka (九鬼 守隆, 1573-28 octobre 1632), fils de Kuki Yoshitaka, un des principaux généraux de Toyotomi Hideyoshi, est un général et amiral au service de Tokugawa Ieyasu.
Dans les dernières années du XVIe siècle, Kuki Moritaka soutient Tokugawa Ieyasu dans sa tentative de prise du pouvoir tandis que son père combat pour le parti opposé d'Ishida Mitsunari. Après la victoire de Tokugawa, Moritaka est confirmé dans la seigneurie du han (fief) familial, dont les revenus sont relevés de 26 000 koku à 46 000 en valeur et puissance. Par la suite, Moritaka reste un général fidèle à Tokugawa, commandant une flotte au siège d'Osaka en 1614-1615.

## Source de la traduction
- (en) Cet article est partiellement ou en totalité issu de l’article de Wikipédia en anglais intitulé « Kuki Moritaka » (voir la liste des auteurs).